# Лука Крмпотска
Лука Крмпотска (хрв. Luka Krmpotska) је насељено место у саставу града Нови Винодолски, Приморско-горанска жупанија, Хрватска.

## Историја
До територијалне реорганизације у Хрватској била је у саставу старе општине Цриквеница.

## Становништво
У попису становништва из 2011. године, Лука Крмпотска је имала 2 становника.
| Број становника према пописима | Број становника према пописима | Број становника према пописима | Број становника према пописима | Број становника према пописима | Број становника према пописима | Број становника према пописима | Број становника према пописима | Број становника према пописима | Број становника према пописима | Број становника према пописима | Број становника према пописима | Број становника према пописима | Број становника према пописима | Број становника према пописима | Број становника према пописима |
| ------------------------------ | ------------------------------ | ------------------------------ | ------------------------------ | ------------------------------ | ------------------------------ | ------------------------------ | ------------------------------ | ------------------------------ | ------------------------------ | ------------------------------ | ------------------------------ | ------------------------------ | ------------------------------ | ------------------------------ | ------------------------------ |
| 1857                           | 1869                           | 1880                           | 1890                           | 1900                           | 1910                           | 1921                           | 1931                           | 1948                           | 1953                           | 1961                           | 1971                           | 1981                           | 1991                           | 2001                           | 2011                           |
| 0                              | 0                              | 138                            | 160                            | 139                            | 161                            | 127                            | 136                            | 97                             | 98                             | 76                             | 40                             | 12                             | 0                              | 2                              | 2                              |

Напомена: До 1900. исказивано под именом Лука. Године 1857 и 1869. подаци су садржани у насељу Јаков Поље. Године 1991 без становника.